# Tenisový turnaj v Quebecu
Tenisový turnaj v Quebecu, oficiálně Coupe Banque Nationale présentée par IGA či v anglickojazyčných médiích National Bank Cup, byl profesionální tenisový turnaj žen, hraný v kanadském frankofonním Québecu, metropoli stejnojmenné provincie. 
Premiérový ročník se uskutečnil v roce 1993. Do sezóny 2008 patřil na okruhu WTA Tour do kategorie Tier III. V letech 2009–2018 byl pak součástí kategorie WTA International. V roce 2019 jej v kalendáři nahradil newyorský Bronx Open.

## Historie
Turnaj probíhal v hale PEPS de l'Université Laval. Kapacita centrálního kurtu je 2 000 diváků. Představoval poslední událost okruhu odehrávající se na koberci. Mužská ATP Tour tento povrch vyřadila na přelomu let 2008 a 2009. Od svého vzniku do sezóny 2013 nesl název Challenge Bell. Konal se v závěrečné části tenisové sezóny, v zářijovém termínu, během týdne po skončení grandslamu US Open. Do soutěže dvouhry nastupovalo třicet dva tenistek a čtyřhry se účastnilo šestnáct párů. Rozpočet činil 250 000 dolarů.
Jedinou tenistkou, které se podařilo vybojovat dva singlové tituly se stala Nizozemka Brenda Schultzová-McCarthyová, která ve finále 1997 porazila belgickou hráčku Dominique Van Roostovou a dosáhla tak po dvou letech na druhou trofej. V následujícím ročníku 1998 si premiérový titul z okruhu WTA Tour odvezla Američanka Tara Snyderová, jež po třísetové bitvě zdolala krajanku Chandu Rubinovou, když odvrátila dva mečboly. V roce 2006 pak skončilo finále mezi Francouzkou Marion Bartoliovou a Ruskou Olgou Poučkovovou dvěma „kanáry“ – 6–0, 6–0, jakožto první takové finále události WTA Tour po třinácti letech.
Několik vítězek následně vyhrálo i grandslamovou dvouhru, jmenovitě Jennifer Capriatiová, Maria Šarapovová, Marion Bartoliová a Lindsay Davenportová. Ta na québeckém turnaji zvítězila v roce 2007, jakožto na třetí odehrané události po návratu z mateřské dovolené.
V letech 1995–2000 byl turnaj šestkrát za sebou vyhlášen za nejlepší v kategoriích Tier III, IV a V, stejně tak i v letech 2004 a 2005.

## Vývoj názvu turnaje
- 1993–2013: Challenge Bell
- 2014–2015: Coupe Banque Nationale
- 2017–2018: Coupe Banque Nationale présentée par Mazda
- 2017–2018: Coupe Banque Nationale présentée par IGA

## Přehled finále

### Dvouhra
| Rok  | vítězka                       | finalistka                  | výsledek           |
| ---- | ----------------------------- | --------------------------- | ------------------ |
| 1993 | Nathalie Tauziatová           | Katerina Malejevová         | 6–4, 6–1           |
| 1994 | Katerina Malejevová           | Brenda Schultzová           | 6–3, 6–3           |
| 1995 | Brenda Schultzová-McCarthyová | Dominique Monamiová         | 7–6(7–5), 6–2      |
| 1996 | Lisa Raymondová               | Els Callensová              | 6–4, 6–4           |
| 1997 | Brenda Schultzová-McCarthyová | Dominique Van Roostová      | 6–4, 6–7(4–7), 7–5 |
| 1998 | Tara Snyder                   | Chanda Rubinová             | 4–6, 6–4, 7–6(8–6) |
| 1999 | Jennifer Capriatiová          | Chanda Rubinová             | 4–6, 6–1, 6–2      |
| 2000 | Chanda Rubinová               | Jennifer Capriatiová        | 6–4, 6–2           |
| 2001 | Meghann Shaughnessyová        | Iva Majoliová               | 6–1, 6–3           |
| 2002 | Jelena Bovinová               | Marie-Gaïané Mikaelianová   | 6–3, 6–4           |
| 2003 | Maria Šarapovová              | Milagros Sequerová          | 6–2skreč           |
| 2004 | Martina Suchá                 | Abigail Spearsová           | 7–5, 3–6, 6–2      |
| 2005 | Amy Frazierová                | Sofia Arvidssonová          | 6–1, 7–5           |
| 2006 | Marion Bartoliová             | Olga Pučkovová              | 6–0, 6–0           |
| 2007 | Lindsay Davenportová          | Julia Vakulenková           | 6–4, 6–1           |
| 2008 | Naděžda Petrovová             | Bethanie Matteková          | 4–6, 6–4, 6–1      |
| 2009 | Melinda Czinková              | Lucie Šafářová              | 4–6, 6–3, 7–5      |
| 2010 | Tamira Paszeková              | Bethanie Matteková-Sandsová | 7–6(8–6), 2–6, 7–5 |
| 2011 | Barbora Záhlavová-Strýcová    | Marina Erakovicová          | 4–6, 6–1, 6–0      |
| 2012 | Kirsten Flipkensová           | Lucie Hradecká              | 6–1, 7–5           |
| 2013 | Lucie Šafářová                | Marina Erakovicová          | 6–4, 6–3           |
| 2014 | Mirjana Lučićová Baroniová    | Venus Williamsová           | 6–4, 6–3           |
| 2015 | Annika Becková                | Jeļena Ostapenková          | 6–2, 6–2           |
| 2016 | Océane Dodinová               | Lauren Davisová             | 6–4, 6–3           |
| 2017 | Alison Van Uytvancková        | Tímea Babosová              | 5–7, 6–4, 6–1      |
| 2018 | Pauline Parmentierová         | Jessica Pegulaová           | 7–5, 6–2           |

### Čtyřhra
| Rok  | vítězky                                        | finalistky                                             | výsledek                   |
| ---- | ---------------------------------------------- | ------------------------------------------------------ | -------------------------- |
| 1993 | Katrina Adamsová Manon Bollegrafová            | Katerina Malejevová Nathalie Tauziatová                | 6–4, 6–4                   |
| 1994 | Elna Reinachová Nathalie Tauziatová            | Linda Harveyová-Wildová Chanda Rubinová                | 6–4, 6–3                   |
| 1995 | Nicole Arendtová Manon Bollegrafová            | Lisa Raymondová Rennae Stubbsová                       | 7–6(8–6), 4–6, 6–2         |
| 1996 | Debbie Grahamová Brenda Schultzová-McCarthyová | Amy Frazierová Kimberly Poová                          | 6–1, 6–4                   |
| 1997 | Lisa Raymondová Rennae Stubbsová               | Alexandra Fusaiová Nathalie Tauziatová                 | 6–4, 5–7, 7–5              |
| 1998 | Lori McNeilová Kimberly Poová                  | Chanda Rubinová Sandrine Testudová                     | 6–7(3–7), 7–5, 6–4         |
| 1999 | Amy Frazierová Katie Schlukebirová             | Cara Blacková Debbie Grahamová                         | 6–2, 6–3                   |
| 2000 | Nicole Prattová Meghann Shaughnessyová         | Els Callensová Kimberly Poová                          | 6–3, 6–4                   |
| 2001 | Samantha Reeves Adriana Serraová Zanettiová    | Klára Koukalová Alena Vašková                          | 7–5, 4–6, 6–3              |
| 2002 | Samantha Reevesová Jessica Stecková            | María Emilia Salerniová Fabiola Zuluagová              | 4–6, 6–3, 7–5              |
| 2003 | Tching Liová Sun Tchien-tchien                 | Els Callensová Meilen Tuová                            | 6–3, 6–3                   |
| 2004 | Carly Gullicksonová María Emilia Salerniová    | Els Callensová Samantha Stosurová                      | 7–5, 7–5                   |
| 2005 | Anastasia Rodionovová Jelena Vesninová         | Līga Dekmeijereová Ashley Harkleroadová                | 6–7(4–7), 6–4, 6–2         |
| 2006 | Carly Gullicksonová Laura Granvilleová         | Jill Craybasová Alina Židkovová                        | 6–3, 6–4                   |
| 2007 | Christina Fusanová Raquel Kopsová-Jonesová     | Stéphanie Duboisová Renata Voráčová                    | 6–2, 7–6(8–6)              |
| 2008 | Anna-Lena Grönefeldová Vania Kingová           | Jill Craybasová Tamarine Tanasugarnová                 | 7–6(7–3), 6–4              |
| 2009 | Vania Kingová Barbora Záhlavová-Strýcová       | Sofia Arvidssonová Séverine Brémondová Beltrameová     | 6–1, 6–3                   |
| 2010 | Sofia Arvidssonová Johanna Larssonová          | Bethanie Matteková-Sandsová Barbora Záhlavová-Strýcová | 6–1, 2–6, [10–6]           |
| 2011 | Raquel Kopsová-Jonesová Abigail Spearsová      | Jamie Hamptonová Anna Tatišviliová                     | 6–1, 3–6, [10–6]           |
| 2012 | Tatjana Maleková Kristina Mladenovicová        | Alicja Rosolská Heather Watsonová                      | 7–6(7–5), 6–7(6–8), [10–7] |
| 2013 | Alla Kudrjavcevová Anastasia Rodionovová       | Andrea Hlaváčková Lucie Hradecká                       | 6–4, 6–3                   |
| 2014 | Lucie Hradecká Mirjana Lučićová Baroniová      | Julia Görgesová Andrea Hlaváčková                      | 6–3, 7–6(10–8)             |
| 2015 | Barbora Krejčíková An-Sophie Mestachová        | María Irigoyenová Paula Kaniová                        | 4–6, 6–3, [12–10]          |
| 2016 | Andrea Hlaváčková Lucie Hradecká               | Alla Kudrjavcevová Alexandra Panovová                  | 7–6(7–2), 7–6(7–2)         |
| 2017 | Tímea Babosová Andrea Hlaváčková (2)           | Bianca Andreescuová Carson Branstineová                | 6–3, 6–1                   |
| 2018 | Asia Muhammadová Maria Sanchezová              | Darija Juraková Xenia Knollová                         | 6–4, 6–3                   |